# Listă cu membrii Școlii române din Roma
De la crearea sa și până în 1947 Accademia di Romania a Roma (Școala română din Roma sau Scuola Romena di Roma) găzduia, pentru doi ani, bursieri ai Ministerului Instrucțiunii publice de la București ce proveneau dintre cei mai buni cei mai buni licentiaț ai universităților din București, Cluj, Iași și Cernăuți (pentru această universitate doar până în 1940). Pe perioada șederii la Roma bursierii dispuneau de facilități de studiu (acces gratuit la biblioteci, muzee) și aveau obligația de a realiza două lucrări. La încheierea sejurului de doi ani Accademia nu delivra o diplomă, rezidenții având însă dreptul de a purta titlul de „fost elev al Școlii române din Roma”.
Printre bursierii Școlii române din Roma au fost:

### 1922-1923
- Alexandru Marcu (recomandat de Universitatea din București)
- George G. Mateescu (Cluj)
- Paul Nicorescu (București)
- Emil Panaitescu (Cluj)

### 1923-1924
- Ștefan Bezdechi (recomandat de Universitatea din Cluj)
- Alexandru Busuioceanu (București)
- Claudiu Isopescu
- Alexandru Marcu (București)
- George G. Mateescu (Cluj)
- Paul Nicorescu (București)
- Emil Panaitescu (Cluj)

### 1924-1925
- Alexandru Busuioceanu (București)
- Nicolae Buta (Cluj)
- George Călinescu (București)
- Grigore Florescu (București)
- Claudiu Isopescu
- Virginia Vasiliu (Iași)
- Ecaterina Vulpe (București)
- Radu Vulpe (București)

### 1925-1926
- Constantin Balmuș (Iași)
- Nicolae Buta (Cluj)
- George Călinescu (București)
- Constantin Daicoviciu (Cluj)
- Grigore Florescu (București)
- Nicolae Grămadă
- Ion Anton Popescu, arhitect (București)
- Anton Mesrobeanu (Iași)
- Horea Teodoru
- Virginia Vasiliu (Iași)
- Ecaterina Vulpe (București)
- Radu Vulpe (București)

### 1926-1927
- Constantin Daicoviciu (Cluj)
- Hortensia Dumitrescu (București)
- Vladimir Dumitrescu (București)
- Ion Anton Popescu, arhitect (București)
- Anton Mesrobeanu (Iași)
- Ioan Moga (Cluj)
- Constantin Radu, arhivist (București)
- Gheorghe Ștefan (București)
- Horea Teodoru
- Constantin Zoppa (Cernăuți)

### 1927-1928
- Hortensia Dumitrescu (București)
- Vladimir Dumitrescu (București)
- Ioan Moga (Cluj)
- Constantin Radu, arhivist (București)
- Gheorghe Ștefan (București)
- Constantin Zoppa (Cernăuți)
- Ștefan Pașca (Cluj)

### 1928-1929
- Constantin Gheorghian (recomandat de Universitatea din Cernăuți)
- Leon Diculescu (București)
- Maria Teodora Popescu (București)
- Ștefan Pașca (Cluj)

### 1929-1930
- Grigore Anițescu (recomandat de Universitatea din Iași)
- Felicia Brătianu (Cernăuți)
- Em[ano]il Costescu
- Leon Diculescu (București)
- Didona Dinescu (București)
- Dimitrie Găzdaru (Iași)
- Constantin Gheorghian (Cernăuți)
- Alexandru Doboși (Cluj)
- Maria Teodora Popescu (București)

### 1930-1931
- Grigore Anițescu (Iași)
- Richard Bordenache
- Felicia Brătianu (Cernăuți)
- Em[ano]il Costescu
- Vasile Christescu (București)
- Alexandru Doboși (Cluj)
- Dimitrie Găzdaru (Iași)
- Titus Pârvulescu (București)
- Virgil Vătășianu (Cluj)

### 1931-1932
- Grigore Avakian (București)
- Mihai Berza (Iași)
- Richard Bordenache
- Traian Cantemir (Cernăuți)
- Octavian Floca
- Gheorghe N. Ionescu
- Grigore Ionescu
- Mihail Macrea (Cluj)
- Haralambie Mihăescu (Iași)
- Titus Pârvulescu (București)
- Dionisie M. Pippidi (București)

### 1932-1933
- Grigore Avakian (București)
- Mihai Berza (Iași)
- Richard Bordenache
- Traian Cantemir (Cernăuți)
- Petre Ciureanu (Iași)
- Mac Constantinescu
- Emil Condurachi (Iași)
- Nicolae Cucu
- Gheorghe N. Ionescu
- Grigore Ionescu
- Nicolae Lascu (Laslo) (Cluj)
- Mihail Macrea (Cluj)
- Haralambie Mihăescu (Iași)
- Dionisie M. Pippidi (București)
- Lucia Saghin (Cernăuți)
- Nicolae Stoica
- Minerva Marina Vlasiu Lupaș (Cluj)

„Ospitați”
- Zoe Băicoianu
- Valentin Nicolae Iorga

### 1933-1934
- Ana Tzigara-Berza
- Dumitru Bodin (București)
- Gheorghe Caragață (Iași)
- Traian Chelariu (Cernăuți)
- Nicolae Corivan (Iași)
- Céline Emilian Marcovici
- Nicolae Lascu (Laslo) (Cluj)
- Nicolae Lupu
- Ioan I. Russu (Cluj)
- Lucia Saghin (Cernăuți)
- Dumitru Tudor (București)

### 1934-1935
- Ana Tzigara-Berza
- Dumitru Bodin (București)
- Gheorghe Caragață (Iași)
- Nicolae Corivan (Iași)
- Teodor Onciulescu (Cernăuți)
- Nicolae Lupu
- Francisc Pall (Cluj)
- Ioan I. Russu (Cluj)
- Dumitru Tudor (București)

### 1935-1936
- Nicolae Cucu
- Cristea Grosu
- Gheorghe Ivănescu (Iași)
- Teodor Onciulescu (Cernăuți)
- Francisc Pall (Cluj)
- Dorin Popescu (București)
- Gabriel Popescu
- Niculae Stoica

### 1936-1937
- Emil Coliu
- Ștefan Cuciureanu (Cernăuți)
- Nicolae Cucu
- Cristea Grosu
- Valentin N. Iorga
- Gheorghe Ivănescu (Iași)
- Bucur Mitrea (București)
- Niculae Stoica
- Leon Țopa (Cernăuți)
- Gheorghe Vinulescu (Cluj)

### 1937-1938
- Dinu Antonescu
- Zoe Băicoianu
- Dumitru Berea
- Dumitru Ciurea (Iași)
- Petre Ciureanu (Iași)
- Ștefan Cuciureanu (Cernăuți)
- Alexandru Indre (Cluj)
- Valentin N. Iorga
- Bucur Mitrea (București)
- Ioan Grigore Popovici
- Mihai Sânzianu (București)
- Dumitru Sevastian[ov]
- V. Tassu
- Leon Țopa (Cernăuți)
- Gheorghe Vinulescu (Cluj)

### 1938-1939
- Dinu Antonescu
- Dumitru Berea
- Dumitru Ciurea (Iași)
- Petre Ciureanu (Iași)
- Valdemar Clain (Cernăuți)
- Gheorghe Coatu (București)
- Valentin N. Iorga
- Ion Lucian Murnu
- Ioan Onofrei (Cernăuți)
- Maria Oprean (Cluj)
- Vasile Pertzache
- Ioan Grigore Popovici
- Ioan Sabău (Cluj)
- Mihai Sânzianu (București)
- Dumitru Sevastian[ov]

### 1939-1940
- Dinu Adameșteanu (București)
- Dumitru Berlescu (Iași)
- George Bobletec
- Valdemar Clain (Cernăuți)
- Gheorghe Coatu (București)
- Eugen Drăguțescu
- Ion Lucian Murnu
- Maria Oprean (Cluj)
- Ștefan Pascu (Cluj)
- Vasile Pertzache
- Nicanor Rusu (Iași)
- Ioan Sabău (Cluj)

### 1940-1941
- Dinu Adameșteanu (București)
- Elvira Olinescu Clain (Cernăuți)
- Valdemar Clain (Cernăuți)
- Eugen Drăguțescu, pictor
- Dumitru Marin (Iași), bursier al Școlii române de la Fontenay-aux-Rose care, neputând ajunge în Franța ocupată, a fost acceptat la Roma
- Gheorghe Maxim (Cernăuți)
- Gheorghe Nencescu (București)
- Ștefan Pascu (Cluj)
- Nicanor Rusu, filolog (Iași)
- Florea Stoica, sculptor
- Constantin Vicol, filosof (Iași)

## Legături externe
Academician Ioan-Aurel Pop, „Istorici clujeni si transilvaneni la Accademia di Romania din Roma în perioada interbelica”, Beta.cluj4all.com, arhivat din original la 17 mai 2014, accesat în 7 iunie 2014